# Africaleurodes martini
Africaleurodes martini là một loài côn trùng cánh nửa trong họ Aleyrodidae, phân họ Aleyrodinae.
Africaleurodes martini được Cohic miêu tả khoa học đầu tiên năm 1968.